# Søren Nissen
Pour les articles homonymes, voir Nissen.
Søren Nissen, né le 14 décembre 1984 à Copenhague, est un coureur cycliste luxembourgeois d'origine danoise.

## Biographie
En 2006, Søren Nissen remporte une étape du Tour de Slovaquie, sous les couleurs de l'équipe Differdange. L'année suivante, il s'impose sur le Grand Prix Demy-Cars. Il évolue ensuite au sein de la formation Amore & Vita-McDonald's durant deux saisons.
À partir de 2010, il se consacre au VTT, puis au cyclo-cross. En 2017, il s'impose sur l'épreuve cross-country des Jeux des petits États d'Europe, organisés à Saint-Marin. En décembre de la même année, il est naturalisé luxembourgeois.

## Palmarès sur route

### Par année
- 2006
  - 3e étape du Tour de Slovaquie
- 2007
  - Grand Prix Demy-Cars

### Classements mondiaux
| Année           | 2006 | 2007 | 2008 |
| --------------- | ---- | ---- | ---- |
| UCI Europe Tour | 658e |      | 593e |

## Palmarès en VTT

### Jeux des petits États d'Europe
- Saint-Marin 2017
  -  Médaillé d'or du cross-country

### Championnats nationaux
| - 2012 - 3e du championnat du Danemark de cross-country marathon - 2015 - Champion du Danemark de cross-country marathon - 2018 - Champion du Danemark de cross-country - Champion du Danemark de cross-country marathon - 2019 - Champion du Luxembourg de cross-country - Champion du Luxembourg de cross-country marathon | - 2020 - Champion du Luxembourg de cross-country - 2022 - Champion du Luxembourg de cross-country - Champion du Luxembourg de cross-country marathon |

## Palmarès en cyclo-cross
- 2014-2015
  - 2e du championnat du Danemark de cyclo-cross
- 2017-2018
  -  Champion du Luxembourg de cyclo-cross